# Ploščati matije
Ploščati matije (znanstveno ime Trogulidae) so družina suhih južin z okoli 45 poznanimi vrstami.

## Opis
Imajo krajše noge kot preostali matije ter usnjato, sploščeno telo (2-22 mm), navadno sive barve. Največji predstavnik je Trogulus torosus iz Dalmacije (2,2 cm). Ploščati matije živijo v prsti, zato so vsi prekriti z drobci zemlje, ki se oprimejo lepljive hitinjače. Ustni deli in pipalke ležijo v vdolbinici pod v gubo podaljšanim glavoprsjem. Podnevi negibno tičijo pod kamni in listjem, ponoči pa iščejo polže za hrano. Pri tem uporabljajo drugi par nog kot tipalnice. V izpraznjene polžje hišice ležejo jajčeca. 

## Razširjenost
Ploščate matije je najti v zahodni in južni Evropi, v severni Afriki in ob vzhodnem Sredozemlju, na Kavkazu in v severnem Iranu. Ker Trogulus tricarinatus  pleni polže pljučarje, so ga vnesli na vzhod Severne Amerike.

## Poimenovanje
Ime rodu Trogulus ni povsem jasno. Latreille, ki je rod prvi opisal, je razlagal, da ga je poimenoval po rastlini iz rodu Aconitum. Perrier je ime leta 1929 izpeljal iz starogrškega trogein "glodati", menda zaradi njihovega surovega, zglodanega videza.

## Vrste
- Trogulus Latreille, 1802

- Trogulus albicerus Sørensen, 1873
- Trogulus aquaticus Simon, 1879
- Trogulus banaticus Avram, 1971
- Trogulus cisalpinus Chemini & Martens, 1988 (Italija)
- Trogulus coriziformis C. L. Koch, in Hahn & C .L. Koch 1839 (južna Evropa, Alžirija)
- Trogulus falcipenis Komposch, 1999 (Avstrija)
- Trogulus galasensis Avram, 1971
- Trogulus graecus Dahl, 1903 (Grčija)
- Trogulus gypseus Simon, 1879 (Izrael, Egipt)
- † Trogulus longipes Haupt, 1956 (fosil: Eocen)
- Trogulus lusitanicus Giltay, 1932 (Portugalska)
- Trogulus martensi Chemini, 1983 (Italija)
- Trogulus nepaeformis (Scopoli, 1763) (južna Evropa)
- Trogulus roeweri Avram, 1971
- Trogulus salfi Lerma, 1949 (Italija)
- Trogulus setosissmus Roewer, 1940 (Kreta)
- Trogulus sinuosus Sørensen, 1873
- Trogulus squamatus C. L. Koch, in Hahn & C .L .Koch 1839 (Dalmacija)
- Trogulus tingiformis C.L. Koch, in Hahn & C. L. Koch 1839
- Trogulus torosus Simon, 1885 (Dalmacija)
- Trogulus tricarinatus (Linnaeus, 1758) (srednja Evropa)

- Trogulus tricarinatus Linnaeus, 1758
- Trogulus hirtus Dahl, 1903 (Hercegovina)

- Trogulus uncinatus Gruber, 1973

- Anelasmocephalus Simon, 1879

- Anelasmocephalus balearicus Martens & Chemini, 1988 (Baleari)
- Anelasmocephalus bicarinatus Simon, 1879 (Algeria, Korzika)
- Anelasmocephalus brignolii Martens & Chemini, 1988 (Sardinija)
- Anelasmocephalus calcaneatus Martens & Chemini, 1988 (Sicilija)
- Anelasmocephalus cambridgei (Westwood, 1874) (Evropa)
- Anelasmocephalus crassipes (Lucas, 1847) (Ažirija)
- Anelasmocephalus hadzii Martens, 1978 (Avstrija)
- Anelasmocephalus lycosinus (Sørensen, 1873) (Italija)
- Anelasmocephalus oblongus (Sørensen, 1873) (Alžirija)
- Anelasmocephalus osellai Martens & Chemini, 1988 (Italija)
- Anelasmocephalus pusillus Simon, 1879 (Korzika, Sardinija)
- Anelasmocephalus pyrenaicus Martens, 1978 (Španija)
- Anelasmocephalus rufitarsis Simon, 1879 (Francija)
- Anelasmocephalus tenuiglandis Martens & Chemini, 1988 (Francija)
- Anelasmocephalus tuscus Martens & Chemini, 1988 (Italija)

- Calathocratus Simon, 1879

- Calathocratus africanus (Lucas, 1847) (južna Europa, Alžirija)

- Trogulocratus Roewer, 1940

- Trogulocratus intermedius Roewer, 1940 (Kreta)
- Trogulocratus rhodiensis Gruber, 1963
- Trogulocratus tunetanus Roewer, 1950

- Konfiniotis Roewer, 1940

- Konfiniotis creticus Roewer, 1940 (Kreta)

- Anarthrotarsus Silhavý, 1967

- Anarthrotarsus martensi Silhavý, 1967

- Platybessobius Roewer, 1940

- Platybessobius singularis Roewer, 1940 (Kreta)
- Platybessobius caucasicus Silhavý, 1966